# Гагер колумбійський
Га́гер колумбійський (Cyanolyca pulchra) — вид горобцеподібних птахів родини воронових (Corvidae). Мешкає в Колумбії і Еквадорі.

## Опис
Довжина птаха становить 27 см. Верхня частина голови, плечі і горло сині, спина, крила і груди пурпурово-чорні, боки і гузка темно-сині, махові, стернові і покривні пера пурпурово-сині. На обличчі чорна "маска", від якої до грудей ідуть чорні смуги. Очі темно-червонувато-карі, дзьоб і лапи чорні. Колумбійські гагери є одними з небагатьох воронових, яким притаманний статевий диморфізм: спина і крила у самиць скоріше коричнювато-чорні, ніж повністю чорні.

## Поширення і екологія
Колумбійські гагери мешкають на західних схилах Анд в Колумбії і північно-західному Еквадорі (на південь до Пічинчи). Вони живуть у незайманих вологих гірських тропічних лісах з густим підліском. Зустрічаються поодинці або парами, на висоті від 900 до 2300 м над рівнем моря, переважно на висоті від 1400 до 1800 м над рівнем моря. Іноді приєднуються до змішаних зграй птахів. 
Порівняно з іншими гагерами, колумбійські гагери ведуть менш деревний спосіб життя, велику частину часу проводять серед гілок на деревах і в чагарниках, іноді спускаються на землі і рідко підіймаються в крони дерев. Вони живляться комахами та іншими безхребетними, їх личинками, яйцями і пташенятами, ягодами і плодами. Гніздо чашоподібне, робиться з гілок, переплетених рослинних волокон, і моху. В кладці 2 зелених, оцяткованих коричнюватими плямками яйця. Інкубаційний період триває приблизно 3 тижні, пташенята покидають гніздо через 24 дні після вилуплення.

## Збереження
МСОП класифікує стан збереження цього виду як близький до загрозливого. Колумбійські гагери є рідкісним видом, їм загрожує знищення природного середовища.